# Cadel Evans Great Ocean Road Race femminile
La Cadel Evans Great Ocean Road Race femminile è una gara di ciclismo su strada femminile australiana, creata nel 2015 su iniziativa del vincitore del Tour de France 2011 e campione del mondo Cadel Evans. La gara si svolge a Geelong (Victoria). Quando è stato creato, l'evento è entrato a far parte del calendario nazionale australiano nel 2015; successivamente è diventato una gara UCI di classe 1.2 nel 2016, e in seguito 1.1 nel 2018. Nel 2020 è entrata a far parte dell'UCI Women's World Tour, la massima divisione del ciclismo su strada.
La gara è una continuazione dell'Australia World Cup, la prova di Coppa del Mondo femminile, che negli anni 2003-2008 fu organizzata proprio a Geelong.
Si svolge l'ultimo sabato di gennaio o il primo di febbraio, un giorno prima dell'omonima prova maschile.
Le edizioni 2021 e 2022 sono state annullate a causa della pandemia di Covid-19.

## Albo d'oro
Aggiornato all'edizione 2025.
| Anno | Vincitrice                                       | Seconda                                          | Terza                                            |
| ---- | ------------------------------------------------ | ------------------------------------------------ | ------------------------------------------------ |
| 2015 | Rachel Neylan                                    | Valentina Scandolara                             | Tessa Fabry                                      |
| 2016 | Amanda Spratt                                    | Rachel Neylan                                    | Danielle King                                    |
| 2017 | Annemiek van Vleuten                             | Ruth Edwards                                     | Mayuko Hagiwara                                  |
| 2018 | Chloe Hosking                                    | Gracie Elvin                                     | Giorgia Bronzini                                 |
| 2019 | Arlenis Sierra                                   | Lucy Kennedy                                     | Amanda Spratt                                    |
| 2020 | Liane Lippert                                    | Arlenis Sierra                                   | Amanda Spratt                                    |
| 2021 | non disputata a causa della pandemia di COVID-19 | non disputata a causa della pandemia di COVID-19 | non disputata a causa della pandemia di COVID-19 |
| 2022 | non disputata a causa della pandemia di COVID-19 | non disputata a causa della pandemia di COVID-19 | non disputata a causa della pandemia di COVID-19 |
| 2023 | Loes Adegeest                                    | Amanda Spratt                                    | Nina Buysman                                     |
| 2024 | Rosita Reijnhout                                 | Dominika Włodarczyk                              | Cecilie Uttrup Ludwig                            |
| 2025 | Ally Wollaston                                   | Karlijn Swinkels                                 | Noemi Rüegg                                      |

### Vittorie per nazione
Aggiornato all'edizione 2025.
| Pos. | Nazione       | Vittorie |
| ---- | ------------- | -------- |
| 1    | Australia     | 3        |
| 1    | Paesi Bassi   | 3        |
| 3    | Cuba          | 1        |
| 3    | Germania      | 1        |
| 3    | Nuova Zelanda | 1        |